# Zastava Jerseyja
Zastava Jerseyja usvojena je dana 12. lipnja 1979. godine, proglašena od kraljice Elizabete II. na datum 10. prosinca 1980., a prvi put službeno istaknuta 1. travnja 1981. godine.
Zastava ima bijelu osnovu na kojoj se nalazi dijagonalni crveni križ (križ sv. Patricka) čiji kraci idu do krajeva zastave, a u gornjem kvadratu, iznad presjeka križa, nalazi se grb Jerseyja s krunom Plantageneta.

## Povijest
Tradicionalno tumačenje nastanka je da je ovakva zastava izabrana u srednjem vijeku zbog toga što se morala razlikovati od zastava zaraćenih država Engleske i Francuske, pošto su Kanalski otoci dobili povelju o neutralnosti od pape. Tako je engleski križ Sv. Georgea zamijenjen dijagonalnim. Zastavi je mnogo kasnije (1981.) dodan grb kako bi se razlikovala od zastave koja je usvojena u međunarodnomu sustavu komunikacije zastavama na moru. To je bilo potrebno i radi razlikovanja od zastave Sjeverne Irske.
Druga teorija govori o normanskom podrijetlu zastave.
Na samom Jerseyju ovo je službena zastava, ali se kao simbol mnogo češće koristi grb, štit s tri leoparda.